# Манто Маврогенус
Манто Маврогеноус (грч. Μαντώ Μαυρογένους; 1796—1848) била је хероина грчког рата за независност.

## Биографија
Манто Маврогеноус је рођена у Трсту, а затим у Аустријском царству, садашњи део Италије. Била је кћерка трговца и члан Хетерија, Николаса Маврогенуса и Захаре Бати. Један од њених предака, био је принц од Велса Отоманске империје.
Била је прелепа жена аристократског порекла. Одрасла је у образованој породици, под утицајем просветитељства. Студирала је филозофију античке Грчке и историју на факултету у Трсту. Осим матерњег грчког, говорила је: француски, италијански и турски.
Са својом породицом, 1809. године, преселила се у Парос. Од свог оца научила је све о Хетерији и припремала се за оно што ће постати - познато лице грчке револуције. и касније, у 1818.
Након смрти свог оца, преселила се у Тинос и почела своју мисију. Потом је отишла на Миконос, острво свог порекла, и позвала лидере Миконоса да се прикључе револуцији.

## Активизам
Одлази о сопственом трошку у потрази за бродвима за које се претпостављало да су пирати који су напали Миконос и друга острва Киклада. Дана 22. октобра 1822, у Миконианс одбијен Турци, који су дебаркед на острву, под њеним вођством. Такође је регрутовала још 150 људи у кампањи на Пелопонезу и нове снаге уз финансијску подршку, послала на Самос у врема када је острво било угрожено од стране Турака.
Касније је послала још један јединицу од педесет људи на Пелопонезу, који су учествовали у опсади Триполија све до пада града са грчким побуњеницима. Заједно са њима, потрошила је новац за ослобађање војника и њихових породица, у припремала кампању у северној Грчкој.
Касније формира флоту од шест бродова и пешадијског ешалона која се састојала од шеснаест јединица. Свака од њих располагала је са по педесет људи који су учествовали у бици на Каристосу 1822. године. Све активности финансирао је Хиос, међутим, то није спречило масакар који се догодио.
Друга група од педесетак људи била је послата као појачање Никитарасу у бици код Дервенкиа.
Када се Отоманска флота појавила у Цикладесу, она се враћа у Тинос где продаје свој накит како би могла да финансира опрему за 200 људи који су се борили против непријатеља. Неговала је две хиљаде људи који су преживели прву опсаду на Мисолонги.
Њена војска учествовала је и у неколико других битака као што су оне на Пелиону, Фтиотиду и Ливадији.

## Живот у Европи
У једном периоду свог живота, прикључила се експедицији у Европи и упутила апел жена Париза, на страни са Грцима. У Нафплио се преселила 1823. године, како би била средишту борбе, остављајући породицу. Њена мајка никада сеније слагала са начином живота који је њена ћерка изабрала и у неким тренуцима доживљавала је и презир од стране мајке.
На путу упознаје Димитрија Јаспилатиса (грч. Δημήτριος Υψηλάντης) са којим се верила. Убрзо је она постала позната широм Европе по својој лепоти и храбрости.
Маја 1823. године, њен дом био је потпуно спаљен а сво њено богатство украдено. Као резултат немилог догађаја, отишла је са вереником да живи у Триполи. Све нужне намирнице обезбеђивао им је грчки патриота Папафлесас (грч. Παπαφλέσσας-Γεώργιος Φλέσσας).
Када је прекинула веридбу, вратила се у Нафплио, где је живела депресивно и као бескућник. Није имала новца да исплати своја дуговања јер је сав новац који је имала потрошила на разне битке. Након смрти Ипсиланти и њеног политичког сукоба са Иоанисом Колетисом , протерана је из Нафплио и вратила се на Миконос, где је почела писање својих мемоара. Живот је у великом сиромаштву.

## Живот после рата
Када се рат завршио Јоанис Каподистријас (грч. Ιωάννης Καποδίστριας) доделио јој је чин генерала-потпуковник. Добила је стан у Нафплиоу, где се преселила.
Поседовао је мач са натписом „Господе, суди онима који су се огрешили и мене, који се боре против мене, владају над царевима“ (грч. „Δικασον Κυριε τους αδικουντας με, τους πολεμουντας με, βασιλευε των Βασιλευοντων“). Мач је добила од Каподистриаса. Мач је сведочио о времену Константина Великог и Маврогеноуса.

## Последње године живота
1840. године преселила се у Парос, где су живели неки од њених рођака.
Живела је на острву, где се налази њена подна кућа, која данас представља историјски споменик. Кућа се налази у непосредној близини цркве Свете Богородице, коју је подигла Флавија Јулија Хелена , мајка Константина Великог.
Монте Моврогенус, умрла је на Паросу, јула 1848. године, у забораву и сиромаштва јер је сво своје богатство потрошила у борбама за независност.

## Култура
Главни трг у лучком граду Пароикија у Паросу носи њено име.
Грчка је у захвалност ове хероине, доделила називе некима од улица. Влада грчке, у њену част, израдила је коване новчиће са њеним ликом.
Снимљен је Филм о њеном животу под називом „Манто Маврогеноус“ (1971), у којој је глумио Тзени Карези.
Маврогеноус је приказан на полеђини грчког новчића од 1988-2001. године (2 драхме).